# Раёвка (Луганская область)
Раёвка (укр. Раївка) — село, относится к Славяносербскому району Луганской области Украины. Де факто — с 2014 года населённый пункт контролируется самопровозглашённой Луганской Народной Республикой.

## География
Село расположено на правом берегу реки Северского Донца. К северо-западу от населённого пункта, по руслу Северского Донца проходит линия разграничения сил в Донбассе (см. Второе минское соглашение). Соседние населённые пункты: сёла Весёлая Гора (ниже по течению Северского Донца) на северо-востоке, Лиман, Светлое, Шишково на юго-востоке, Крутая Гора и Жёлтое (выше по течению Северского Донца) на юго-западе.

## Общие сведения
Занимает площадь 0,759 км². Почтовый индекс — 93733. Телефонный код — 6473. Код КОАТУУ — 4424583908.

## Население
Население по переписи 2001 года составляло 266 человек.

## Местный совет
93733, Луганская обл., Славяносербский р-н, пос. Металлист, ул. Ленина, 55